# Tombe les filles et tais-toi
Pour les articles homonymes, voir Play It Again, Sam.
Pour plus de détails, voir Fiche technique et Distribution.
Tombe les filles et tais-toi (Play It Again, Sam) est un film américain réalisé par Herbert Ross, sorti en 1972.
Le scénario a été écrit par Woody Allen, mais il n'a pas réalisé lui-même le film, ce qui est assez inhabituel dans sa carrière, puisqu'en général Woody Allen réalise tous les films dont il a écrit le scénario.
Le film suit Allan Felix (interprété par Woody Allen) qui vient juste de divorcer. Ses deux amis, Linda (Diane Keaton) et Dick (Tony Roberts), essaient de le convaincre de trouver quelqu'un avec qui sortir. Il est d'accord et reçoit des conseils dans ce sens de la part du fantôme de Humphrey Bogart (interprété par Jerry Lacy), que seul Allan peut voir et entendre. L'ancienne femme d'Allan, Nancy (Susan Anspach), fait également des apparitions qu'il est le seul à voir.

## Synopsis
Situé à San Francisco, Play It Again, Sam commence par les scènes finales de Casablanca, avec Humphrey Bogart et Ingrid Bergman. Le personnage principal, Allan Felix, est vu en train de regarder le film dans un cinéma, bouche bée. Il quitte le cinéma en regrettant de ne jamais être comme Rick.
Outre les apparitions de Bogart, Allan a également de fréquents flashbacks de conversations avec son ex-femme, Nancy, qui ridiculisait constamment son insuffisance sexuelle. Allan vient de vivre un divorce compliqué. Son meilleur ami, Dick Christie, et la femme de Dick, Linda, tentent de le convaincre de sortir à nouveau avec des femmes, lui organisant une série de rendez-vous à l'aveugle, qui tournent tous mal. Tout au long du film, on le voit recevoir des conseils de rencontres du fantôme de Bogart, qui n'est visible et audible que par Allan. L'ex-femme d'Allan, Nancy, fait également des apparitions fantastiques, alors qu'il imagine des conversations avec elle sur la rupture de leur mariage. À une occasion, le fantasme semble devenir incontrôlable, avec l'apparition de Bogart et Nancy.
En ce qui concerne les femmes, il tente de devenir sexy et sophistiqué, en particulier il essaie d'être comme son idole, Bogart, pour finir par ruiner ses chances en étant trop maladroit. Finalement, il développe des sentiments pour Linda, auprès de laquelle il se sent relativement à l'aise et ne ressent pas le besoin de mettre le masque. Au moment où il s'attaque enfin à Linda (aidé par les commentaires de Bogart), une vision de son ex-femme apparaît et tire sur Bogart, le laissant sans conseil. Il fait alors un geste maladroit. Linda s'enfuit mais revient, réalisant qu'Allan l'aime. La chanson "As Time Goes By" et des flashs de "Casablanca" accompagnent leur baiser.
Cependant, leur relation est vouée à l'échec, tout comme celle de Rick et Ilsa à Casablanca. Dick revient tôt de Cleveland et confie à Allan qu'il pense que Linda a une liaison, sans se rendre compte que sa liaison est avec Allan. Dick exprime à Allan son amour pour Linda.
La fin est une allusion à la célèbre fin de Casablanca. Dick prend un vol pour Cleveland, Linda le poursuit et Allan poursuit Linda. Le brouillard, les démarrages des moteurs d'avion, les trenchs et les dialogues rappellent le film, car Allan explique noblement à Linda pourquoi elle doit partir avec son mari plutôt que de rester avec lui.
Allan cite une phrase finale de Casablanca en disant : « Si cet avion quitte le sol et que vous n'êtes pas à bord, vous le regretterez ; peut-être pas aujourd'hui, peut-être pas demain, mais bientôt et pour le reste de votre vie." "C'est magnifique", dit Linda, faisant admettre à Allan : "C'est de "Casablanca". ... J'ai attendu toute ma vie pour le dire !" Son voyage est terminé. Bogart le félicite, disant que depuis qu'il a appris à être lui-même maintenant, il n'a plus besoin de ses conseils. La musique de la scène de Casablanca reprend le thème de la chanson As Time Goes By, et le film se termine.

## Fiche technique
- Titre original : Play It Again, Sam
- Titre français : Tombe les filles et tais-toi
- Réalisation : Herbert Ross
- Scénario : Woody Allen, d'après sa propre pièce de théâtre Une aspirine pour deux (en)
- Musique : Billy Goldenberg
- Photographie : Owen Roizman
- Montage : Marion Rothman
- Costumes : Anna Hill Johnstone
- Pays d'origine :  États-Unis
- Langue originale : anglais
- Format : couleurs - mono
- Genre : comédie, film d'amour
- Dates de sortie :
  - États-Unis : 4 mai 1972
  - France : 21 décembre 1972
- Affiche : Macario Gómez Quibus (Espagne)

## Distribution
- Woody Allen (VF : Roger Crouzet) : Allan Felix
- Diane Keaton (VF : Nelly Vignon) : Linda, la femme de Dick
- Tony Roberts (VF : Jacques Ferrière) : Dick, le mari de Linda
- Susan Anspach (VF : Brigitte Morisan) : Nancy, l'ex d'Allan
- Jerry Lacy (en) (VF : Jacques Thébault) : le fantôme d'Humphrey Bogart
- Jennifer Salt (VF : Claude Chantal) : Sharon
- Viva (VF : Perrette Pradier) : Jennifer
- Diana Davila (VF : Arlette Thomas) : la fille au musée
- Susanne Zenor (en) : la fille blonde en discothèque
- Joy Bang (en) : Julie
- Michael Greene (en) (VF : Serge Sauvion) : voyou #1
- Ted Markland (VF : Claude Joseph) : voyou #2